# جياكومو بيريز-دورتنا
جياكومو بيريز-دورتنا (بالفرنسية: Giacomo Perez Dortona)‏ (مواليد 11 نوفمبر 1989) هو سبّاح فرنسي، مثّل بلاده في الألعاب الأولمبية الصيفية 2012.

## روابط خارجية
جياكومو بيريز-دورتنا على موقع الاتحاد الدولي للسباحة (الإنجليزية)
- جياكومو بيريز-دورتنا على موقع SwimRankings.net (الإنجليزية)
- جياكومو بيريز-دورتنا على موقع اللجنة الأولمبية الدولية (الإنجليزية)
- جياكومو بيريز-دورتنا على موقع أوليمبيديا (الإنجليزية)
- جياكومو بيريز-دورتنا على موقع اللجنة الأولمبية الفرنسية (مؤرشف) (الفرنسية)